# Cantó d'Yvetot
El cantó d'Yvetot és un cantó francès del departament del Sena Marítim, situat al districte de Rouen. Té 12 municipis i el cap es Yvetot.

## Municipis
- Allouville-Bellefosse
- Autretot
- Auzebosc
- Baons-le-Comte
- Bois-Himont
- Écretteville-lès-Baons
- Saint-Clair-sur-les-Monts
- Sainte-Marie-des-Champs
- Touffreville-la-Corbeline
- Valliquerville
- Veauville-lès-Baons
- Yvetot

## Història
| Data d'elecció                           | Identitat         | Partit               | Qualitat |
| ---------------------------------------- | ----------------- | -------------------- | -------- |
| 1945-1958                                | Dr. Richard       | Radical              |          |
| 1958-1994                                | Pierre Bobée      | Radical, després MRG |          |
| 1994-2008                                | Philippe Décultot | UDF, després UMP     |          |
| 2008-                                    | Émile Canu        | PS                   |          |
| les dades anteriors no són pas conegudes |                   |                      |          |
|                                          |                   |                      |          |

## Demografia
| A partir de 1990: Població sense dobles comptes |